# Robert Masson (banquier)
Pour les articles homonymes, voir Masson et Robert Masson (homonymie).
Eugène Wilfrid Robert Masson, né le 19 janvier 1876 à Paris 8e où il est mort le 6 septembre 1956, est un banquier français.

## Biographie
Neveu de Henry Wilfred Brolemann, diplômé de HEC en 1895, il est co-directeur général du Crédit lyonnais, avec Édouard Escarra, pendant vingt ans, de 1926 à 1946.
En 1946, après la nationalisation du Crédit lyonnais, il se retire des affaires pour devenir dominicain au Saulchoir.